# Tecaspis mytilaspiformis
Tecaspis mytilaspiformis är en insektsart som först beskrevs av Robert Newstead 1912.  Tecaspis mytilaspiformis ingår i släktet Tecaspis och familjen pansarsköldlöss. Inga underarter finns listade i Catalogue of Life.